# NGC 1700
NGC 1700 (również PGC 16386) – galaktyka eliptyczna (E4), znajdująca się w gwiazdozbiorze Erydanu. Odkrył ją William Herschel 5 października 1785.

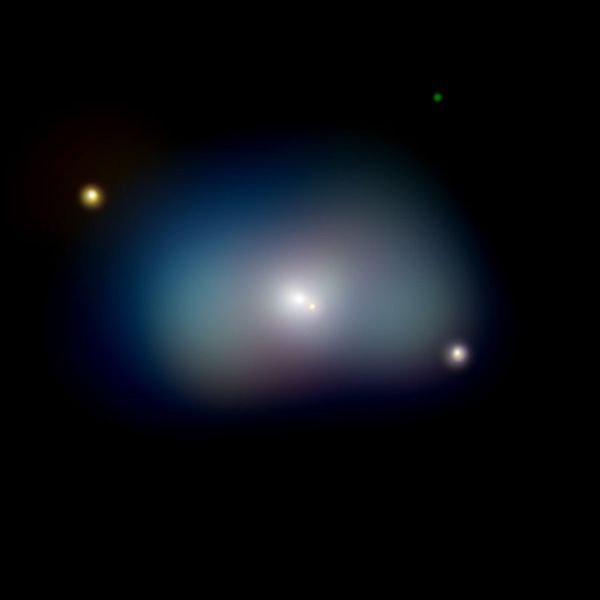
Rotujący dysk w centrum NGC 1700 (teleskop kosmiczny Chandra)

Na podstawie obserwacji wykonanych za pomocą teleskopu kosmicznego Chandra astronomowie odkryli w centrum NGC 1700 największy jak dotąd dysk gazu o temperaturze milionów stopni emitującego promieniowanie X. Dysk ten rotuje, a jego średnica szacowana jest na 90 tysięcy lat świetlnych. Prawdopodobnie jest on wynikiem fuzji galaktyk (przypuszczalnie eliptycznej i spiralnej), do jakiej doszło około 3 miliardów lat temu.